# Phaenocarpa distinguenda
Phaenocarpa distinguenda är en stekelart som beskrevs av Fischer 1974. Phaenocarpa distinguenda ingår i släktet Phaenocarpa och familjen bracksteklar. Inga underarter finns listade i Catalogue of Life.